# Mean Mr. Mustard
Il brano dei Beatles Mean Mr. Mustard, noto anche come Mean Mr Mustard, compare nel medley finale di Abbey Road (1969). Composto dal solo John Lennon, è accreditato, per convenzione, al duo Lennon-McCartney.

## Descrizione

### Composizione
John Lennon compose il pezzo nella primavera 1968 in India. Considerato per il White Album, non venne registrato fino all'anno seguente, per Abbey Road. Venne però registrato un demo a casa di Harrison ad Esher, nel Surrey. Il musicista si ispirò ad una storia letta su un giornale (come anche A Day in the Life), riguardante una persona che nascondeva banconote nell'ano; Lennon sottolineò che non ci fossero riferimenti alla cocaina. Tony Bramwell, conoscente della band, ha però ipotizzato che l'ispirazione per la canzone sia venuta da una donna, la quale, ad Hyde Park a Londra, dormiva e teneva i suoi guadagni in buste di plastica. Per unire il pezzo alla successiva Polythene Pam, c'è un riferimento a "sua sorella Pam"; il testo originale presentava "sua sorella Shirley".

### Registrazione
Mean Mr. Mustard venne registrata come un solo brano assieme a Sun King. Le sedute di registrazione iniziarono il 24 luglio 1969: in quest'occasione, vennero registrati 35 nastri di base ritmica (due chitarre, basso e batteria). Sia l'indomani che il 29 dello stesso mese vennero sovraincise, sul 35° nastro, le voci, il pianoforte e l'organo; nella terza seduta, oltre ai tre strumenti sopra citati, vennero incise anche le percussioni. Per tutte e tre le sedute il produttore fu George Martin e i fonici Geoff Emerick, Phil McDonald e John Kurlander. Il mixaggio mono avvenne il 30 luglio, sul nastro 35; in questo caso, erano presenti Martin e gli stessi fonici delle sedute di registrazione. Il 14 del mese seguente invece ci fu quello stereo; tutti i posti occupati nelle sedute precedenti rimasero in mano delle stesse persone, eccetto quello di Kurlander, sostituito da Alan Parsons.
In origine, fra Mean Mr. Mustard e Polythene Pam doveva essere presente Her Majesty, ma venne spostata alla fine dell'LP; la traccia finale inizia proprio con l'ultimo accordo di questo brano, rimasto con la ghost track dopo uno dei primi mix realizzati per l'album. Paul McCartney, sulla seconda e ultima strofa, esegue alcune armonie vocali mixate basso, che ricordano il procedimento simile adoperato per The Ballad of John and Yoko, che inoltre condivide la stessa tonalità con questo pezzo (Mi maggiore).

### Pubblicazione ed accoglienza
La canzone venne pubblicata come undicesima traccia di Abbey Road, disco venduto a partire dal 26 settembre 1969. John Lennon in seguito ha criticato pesantemente il brano. Sull'Anthology 3 compare inoltre, come quarta traccia, il demo registrato a casa di Harrison.

## Formazione
- John Lennon: voce raddoppiata, chitarra ritmica, pianoforte
- Paul McCartney: cori, basso elettrico fuzz
- George Harrison: chitarra solista
- Ringo Starr: batteria, tamburello
- George Martin: organo

Non sempre è stato elencato l'organo come strumento che appare sul pezzo; talvolta, a McCartney sono stati accreditati degli effetti sonori e a Ringo Starr i bongo.